# Вернаму
Вернаму (швед. Värnamo) — містечко (tätort, міське поселення) на Півдні Швеції в лені Єнчепінг. Адміністративний центр комуни Вернаму.

## Географія
Містечко знаходиться в південній частині лена Єнчепінг за 340 км на південний захід від Стокгольма.

## Історія
Відоме з ХІІІ століття як невеличке село над річкою Лаган. У XVII столітті поселення отримало статус чепінга (торговельного містечка). З 1971 року увійшло до складу комуни Вернаму.

## Герб міста
Розроблений для міста Вернаму герб мав у золотому полі синю хвилясту балку. Він отримав королівське затвердження 1921 року.
Після адміністративно-територіальної реформи, проведеної у Швеції на початку 1970-х років, муніципальні герби стали використовуватися лишень комунами. Цей герб був 1971 року перебраний для нової комуни Вернаму,

## Населення
Населення становить 19 669 мешканців (2018).

## Економіка
Раніше головною галуззю в Вернаму була деревообробна. З 1890 по 1860 рік тут працювало понад 30 меблевих фабрик. Тепер основними промисловими галузями в місті є машинобудування, металообробка, виготовлення гуми, пластику, паперу.

## Спорт
У місті базуються футбольні клуби ІФК Вернаму та «Вернаму Седра» ФФ.

## Відомі люди
- Енні Леф, колишня лідерка Партії центру;
- Еліз Рюд, співачка, автор пісень і учасниця гурту Amaranthe.

## Галерея

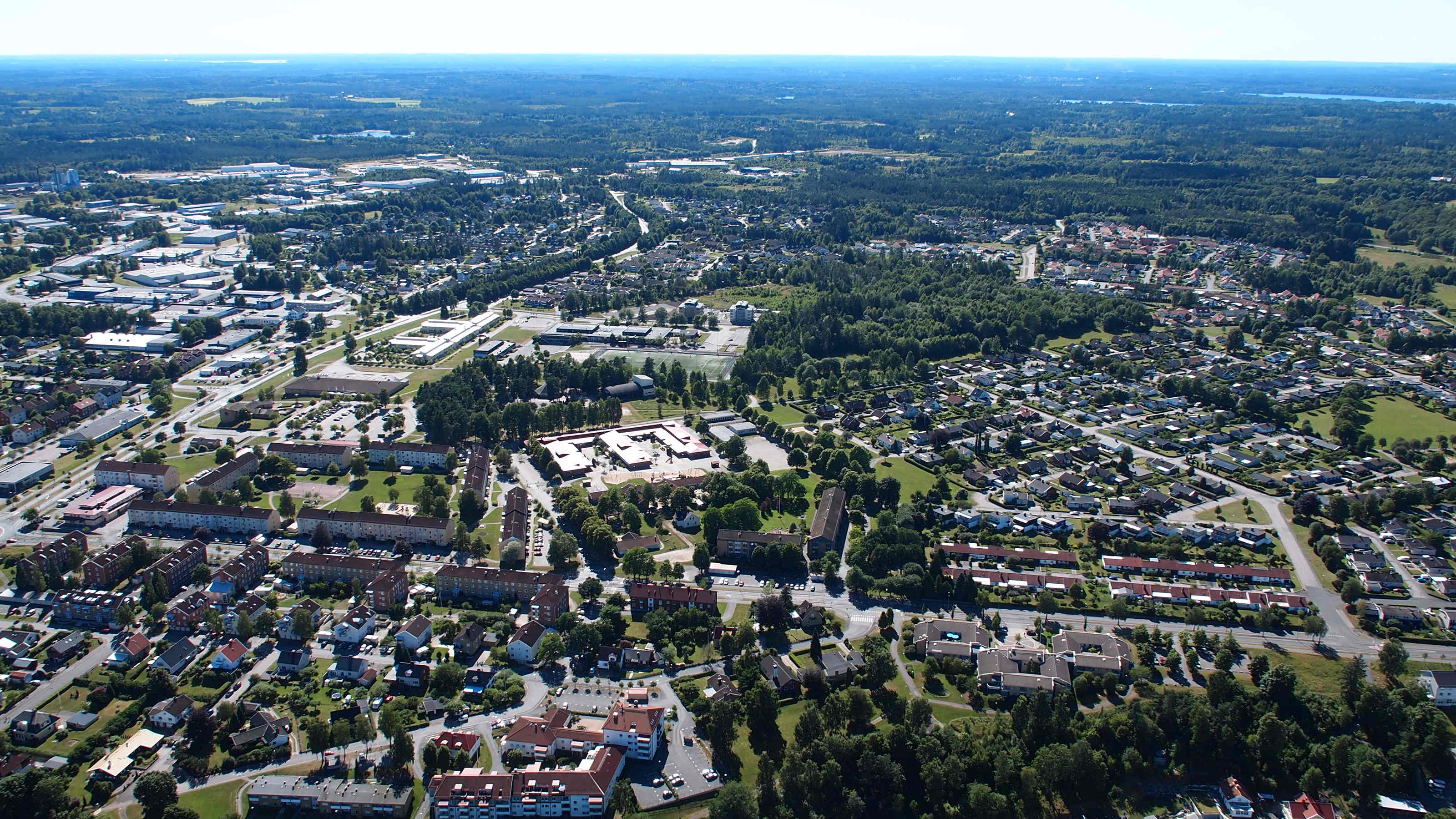
Вулиця Свеавеген
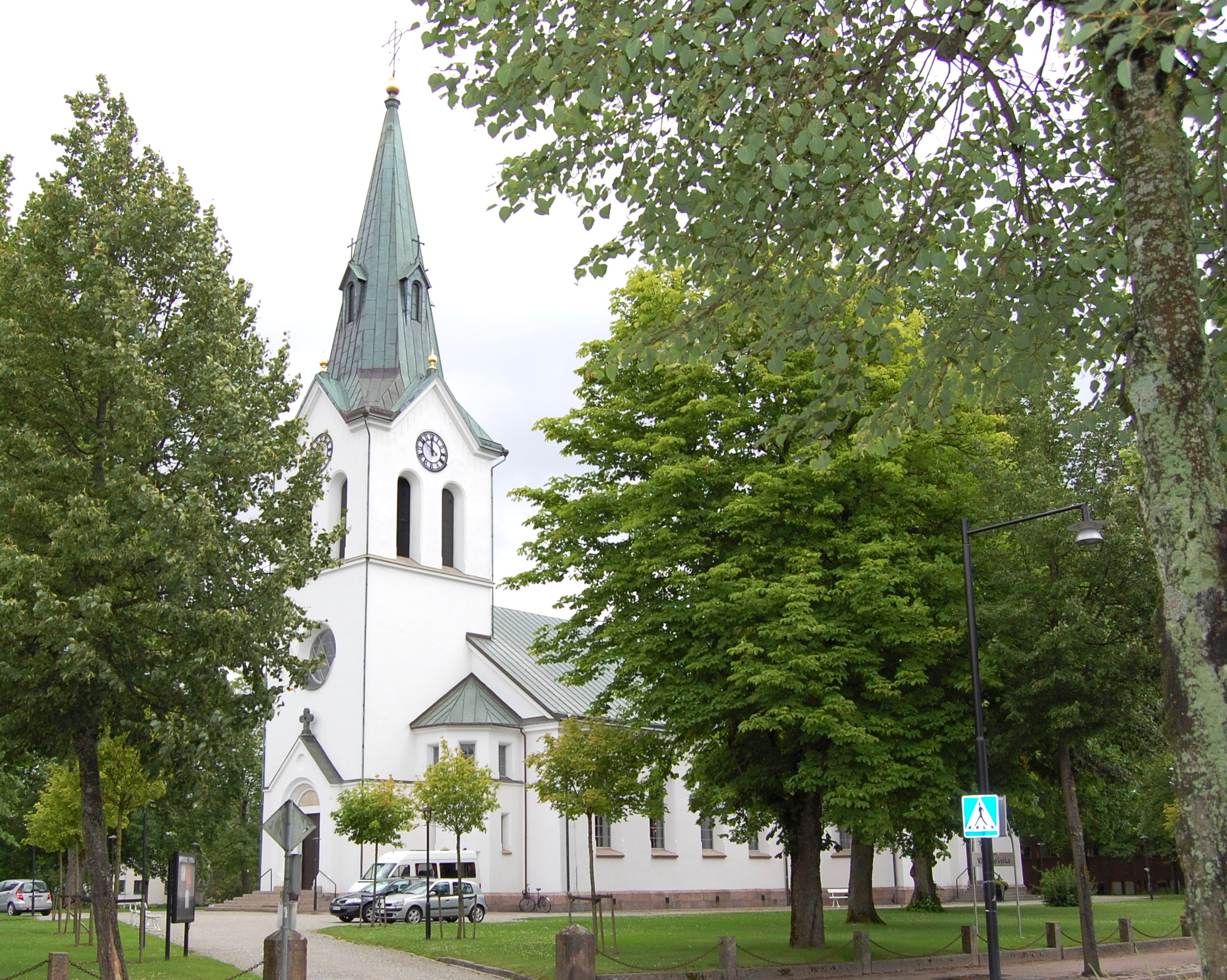
Церква
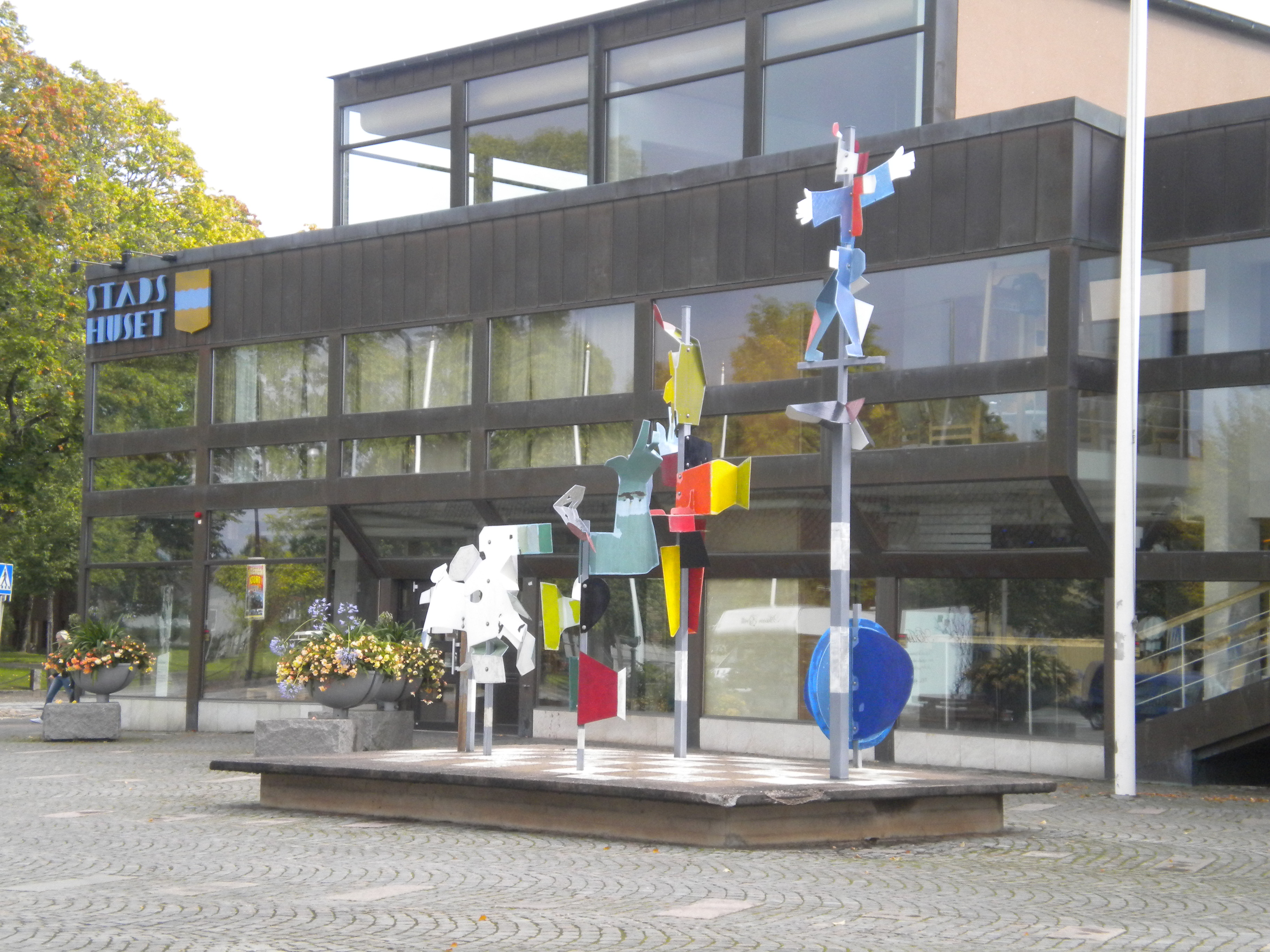
Управа комуни
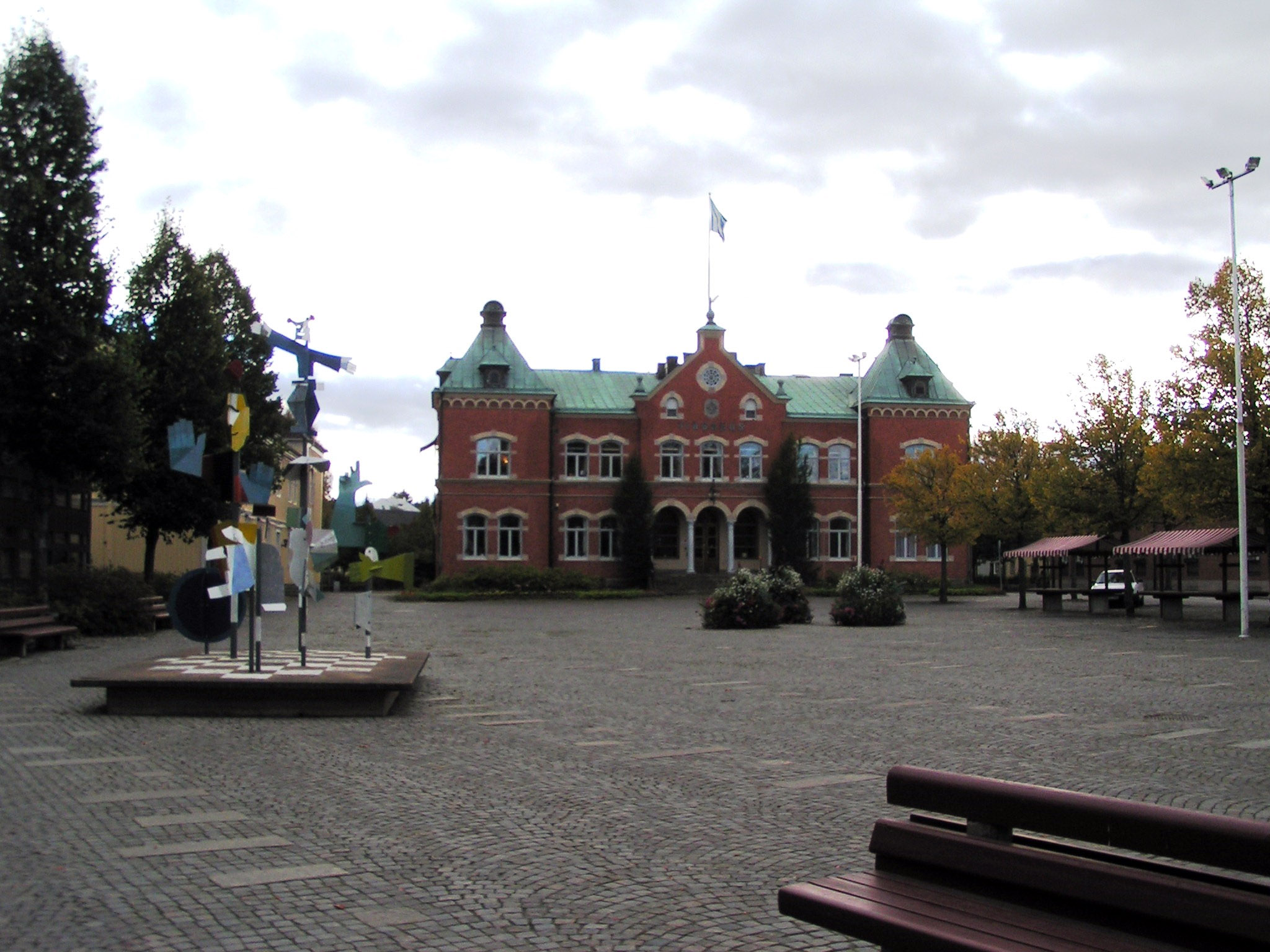
Центральна площа

## Покликання
- Сайт комуни Вернаму